# Hans Neuschäfer
Hans Neuschäfer (* 23. November 1931 in Düsseldorf; † 9. September 2020) war ein deutscher Fußballspieler.

## Karriere

### Vereine
Neuschäfer gehörte von 1950 bis 1953 TuRU Düsseldorf an, für die er von 1950 bis 1952 in der 2. Oberliga West, die Saison 1952/53 in der Landesliga Niederrhein – abstiegsbedingt – bestritt.
Von 1953 bis 1956 spielte er dann im Stadion am Schönbusch für Viktoria Aschaffenburg, zunächst eine Saison lang in der Oberliga Süd, danach eine Spielzeit – abstiegsbedingt – in der 2. Oberliga Süd, bevor seine Mannschaft als Zweitplatzierter in die Oberliga Süd zurückkehrte; 27 Tore in 53 Oberligaspielen erzielte er für Aschaffenburg.
Danach kehrte er ins Rheinland zurück und schloss sich Fortuna Düsseldorf an. In der Oberliga West bestritt er in zwei Spielzeiten 38 Punktspiele und erzielte 17 Tore, die allerdings nur in seiner ersten. Er gehörte am 29. Dezember 1957 der Mannschaft an, die das DFB-Pokal-Finale gegen den FC Bayern München im Augsburger Rosenaustadion durch das Tor von Rudolf Jobst in der 77. Minute, mit 0:1 verlor.
1958 eröffnete er ein Textilgeschäft und gelangte später in die Schweiz, wo er für die Grasshoppers Zürich, Urania Genf (bis 1961), den FC Lugano und die Saison 1963/64 für den Schweizer Nationalligisten FC Biel-Bienne, der dem Abstieg mit fünf Punkten Vorsprung vor dem FC Schaffhausen entging, spielte; letzteren betreute er auch als Trainer.
Nach Deutschland zurückgekehrt, schloss er sich dem SC Viktoria Köln an, für den er die Saison 1965/66 in der zweitklassigen Regionalliga West bestritt und als Neuntplatzierter seine aktive Fußballkarriere beendete. Dem Verein blieb er allerdings von 1966 bis 1969 als Co-Trainer, von 1969 bis 1971 als Cheftrainer treu. Zuletzt war er als Nachwuchstrainer bei Fortuna Düsseldorf tätig, wo unter anderem die Spieler Klaus Allofs, Ralf Dusend und Rudi Bommer zu seinen Schützlingen gehörten.

### Nationalmannschaft
Neuschäfer bestritt für die A-Nationalmannschaft ein Länderspiel. Bei seinem Debüt – gemeinsam mit Horst Szymaniak – am 21. November 1956 in Frankfurt am Main gelang ihm bei der 1:3-Niederlage gegen die Schweizer Nationalmannschaft mit dem Anschlusstreffer zum 1:2 in der 34. Minute der Ehrentreffer.
Für die B-Nationalmannschaft bestritt er zwei Einsätze im Nationaltrikot; sein erstes am 25. September 1955 in Laibach bei der 0:8-Niederlage gegen die A-Nationalmannschaft Jugoslawiens, sein zweites am 21. März 1956 in Enschede bei der 0:1-Niederlage gegen die A-Nationalmannschaft der Niederlande.